# Stadsplanering i Gamla stan

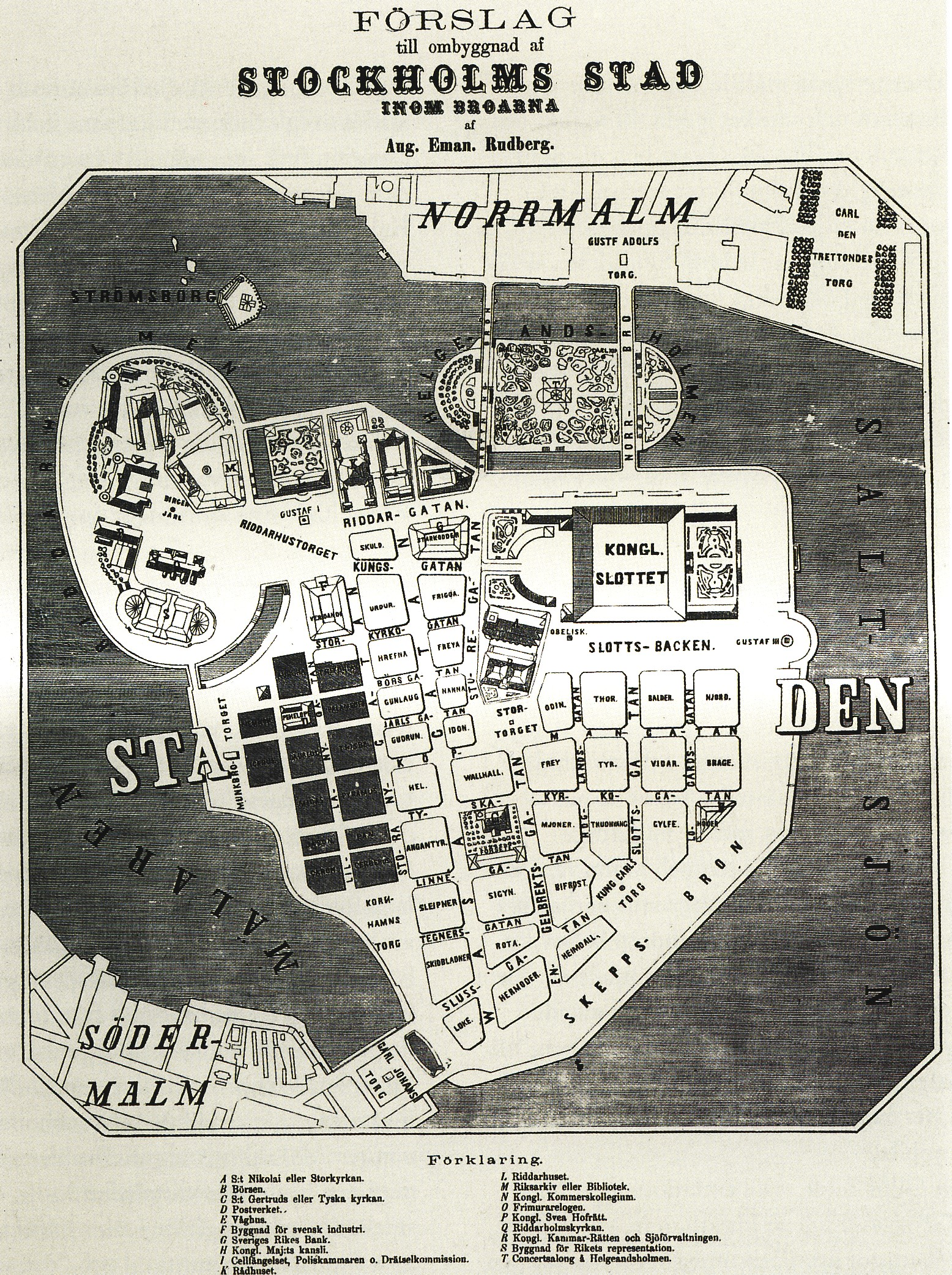
August Emmanuel Rudbergs plan för Gamla stan 1862 innebar att stora delar av bebyggelsen skulle rivas.

Under århundradena har det funnits många, delvis radikala stadsplaneförslag för att förnya och sanera Gamla stan i Stockholm. Under stormaktstiden handlade det om att förvandla Stockholm från en medeltida borgarstad till en representativ huvudstad av europeiskt snitt. Under 1800-talets andra hälft fanns starka krafter för att tillämpa stadsplaneprinciperna luft, ljus och breda alléer även för Gamla stan. Detta skulle ha inneburit rivning av nästan hela stadsdelens bebyggelse. Kring sekelskiftet 1900 fick man upp ögonen för de historiska värden som Gamla stans bebyggelse representerade. Bara några få regleringar har blivit verklighet. Idag finns inga planer längre på att riva "staden mellan broarna" och sedan 1979 är Gamla stan ett k-märkt kulturreservat.

## Historik

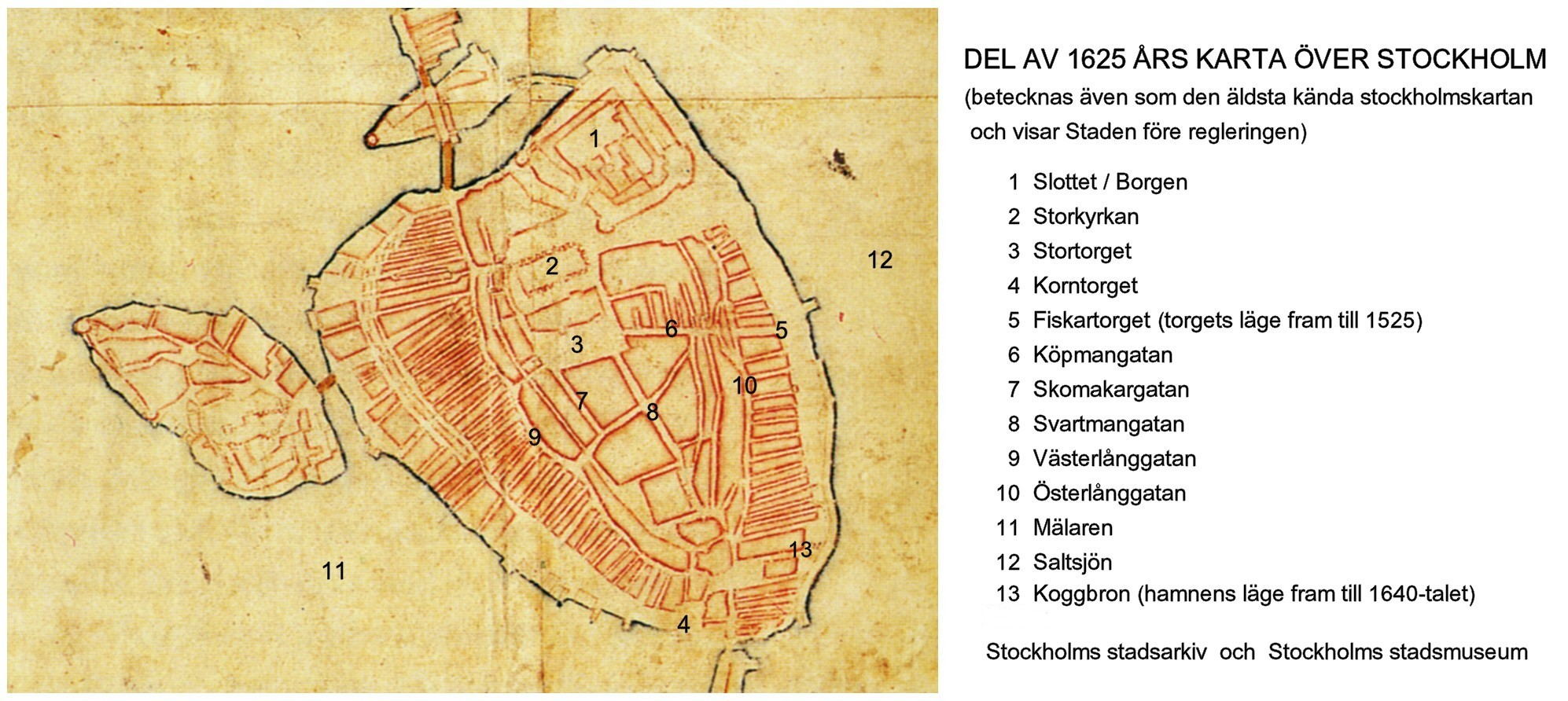
Staden mellan broarna före 1625.

Medan många andra europeiska storstäder planerades vid ritbordet, hade Stadsholmens centrala och ursprungliga delar ingen övergripande stadsplan. Stockholms första marknadsplats, Stortorget, är oregelbundet triangulär och de äldsta gatorna och kvarteren kring Stortorget passar inte alls in i det slags regelbundna rutnät som jämförbara städer som Lübeck eller Rostock uppvisade. Stockholms tidigaste stadskärna verkar ha vuxit fram utifrån geografiska och praktiska förutsättningar, utan tanke på helheten. Även de östra och västra utfyllnaderna och landutökningarna längs Stadsholmens stränder bebyggdes på samma manér; man förlängde helt enkelt befintliga gränder och kvarter ner till vattnet. Det medeltida Stockholm med sina smala gränder och kvarter var på detta vis unikt i Europa, inget motsvarande exempel finns.
Med sina trånga bakgårdar dit solen aldrig kom, dåliga sanitära förhållanden och trångboddhet ansågs Gamla stan på 1800-talet vara "en kvarleva av medeltidens barbariska byggnadssätt". Stadsdelen var mycket förslummad och kring 1800-talets mitt trängdes cirka 13 000 människor i de förfallna kvarteren – att jämföra med de cirka 2 700 invånarna på 1990-talet.

## Regleringar av Gamla stan

### Stora Nygatan

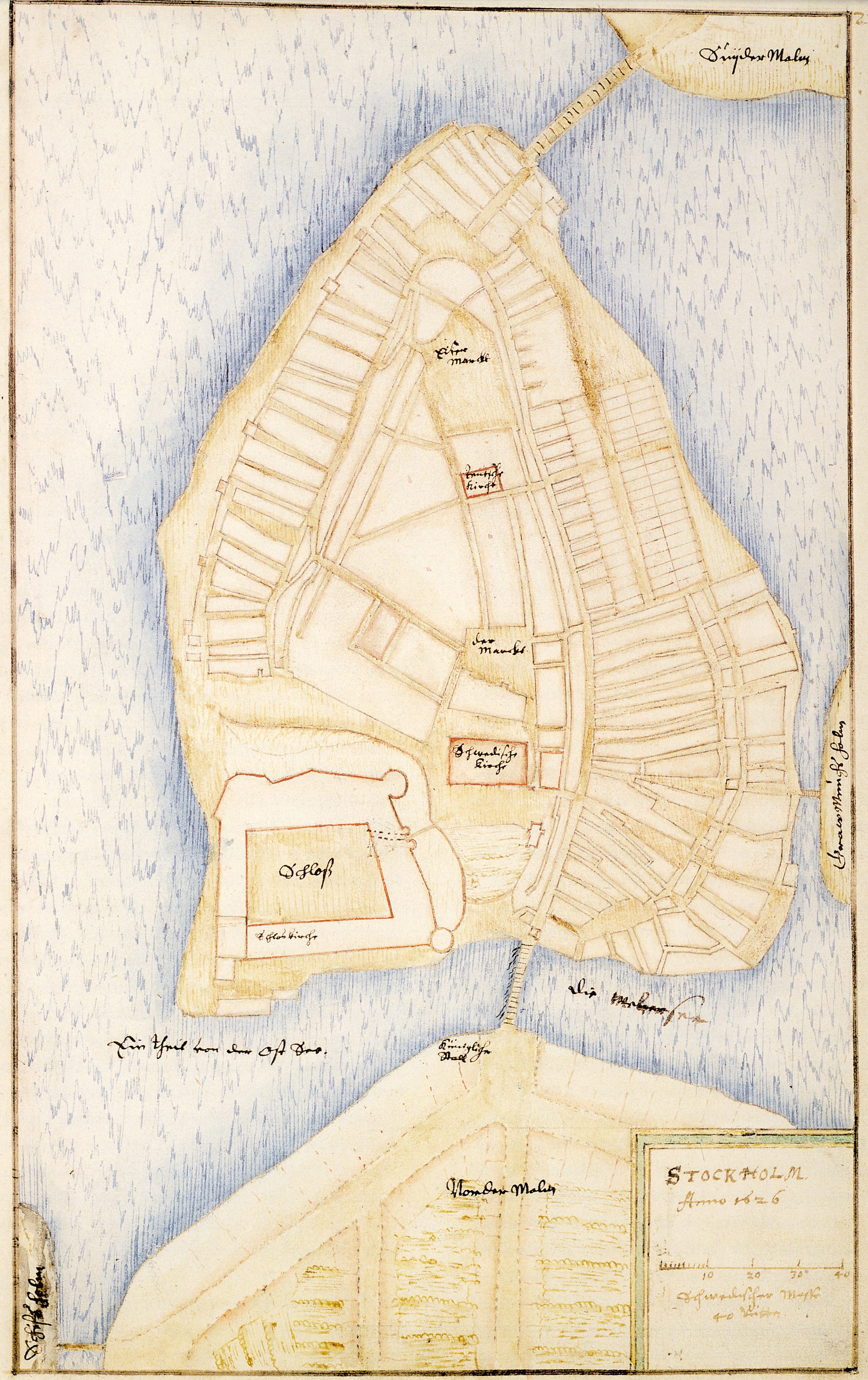
Heinrich Thomé:s förslag från 1626
(norr är till vänster).

Påbörjandet av Stadsholmens första planerade reglering kan dateras till den 1 september 1625, när en eldsvåda bröt ut i ett brygghus vid Kåkbrinken och snabbt spred sig med vinden i den täta trähusbebyggelsen. Brandkatastrofen, som kallades den "stora vådelden", utraderade sydvästra delen av Stadsholmen och blev startskottet för Stockholms första stora omvandling. Förmodligen fanns redan tidigare idéer om en reglering av rikets huvudstad, men inga dokument finns bevarade.

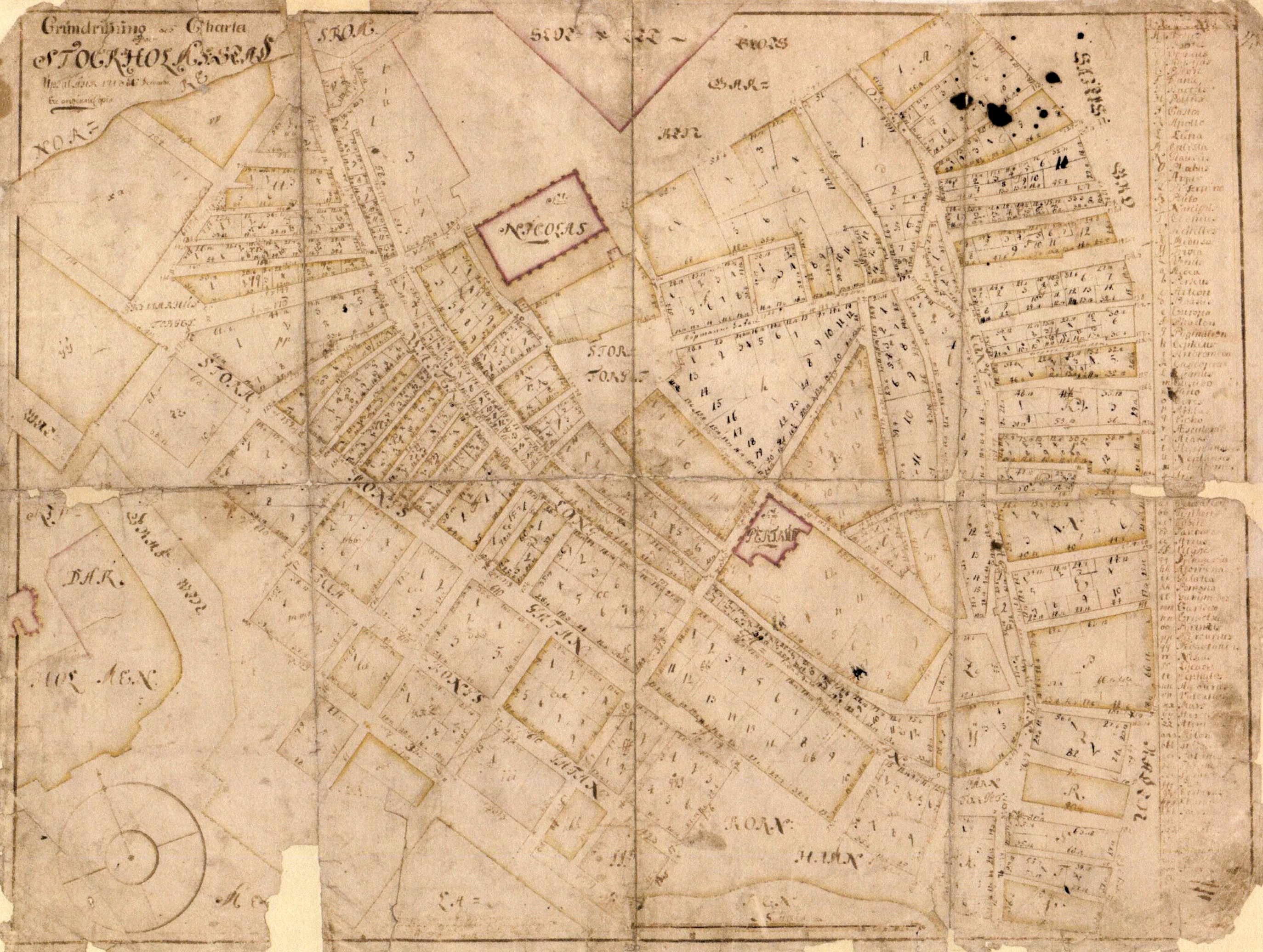
Grundkarta från 1718.

Det ligger nära till hands att anta att Gustav II Adolf var inblandad i en så viktig fråga. År 1626 uppgjordes de första ritningarna som visade hur området skulle bebyggas. Upphovsman var sannolikt fortifikationsingenjören Heinrich Thomé och det var tio år före den första regleringen av Norrmalm som började under Clas Larsson Fleming 1637. I Thomés stadsplaneskiss finns Stadsholmens nordvästra del (som hade förskonats från branden) fortfarande kvar med sina trånga, smala gränder. I västra delen visas över det 1625 avbrända området en ny indelning med 54 likformiga tomter på båda sidor av en ny paradgata, kallad Stora Konungsgatan (nuvarande Stora Nygatan). Denna paradgata slutade enligt Thomés ritning mitt i ett kvarter i höjd med Kåkbrinken. Ganska snart bestämde man sig dock för att dra den nya gatan vidare norrut i en rak sträckning till nuvarande Riddarhustorget.
Thomés tomtdelningsförslag genomfördes aldrig utan bebyggelsen, med undantag för ett litet område nordväst om Västerlånggatan, revs och delades upp i stora rektangulära kvarter. Stora Konungs Gatans parallellgata i sydväst kallades Lilla Konungs Gata (nuvarande Lilla Nygatan) enligt en grundkarta från 1718. Den nya stadsplanen ritades, stakades ut och anlades på ett organiserat sätt av nya yrkesmän som arkitekter och lantmätare. Vid Riddarhustorgets norra sida skapades två tomter som bebyggdes dels med Riddarhuset (uppförd 1661-1674) och Bondeska palatset (uppfört 1662-1673).
Det skulle dröja flera decennier innan Stora Nygatan var bebyggd och regleringsarbetena pågick fortfarande på 1640-talet. År 1660, när Karl X Gustavs begravningståg tågade fram genom gatan, hade man dock en ståndsmässig bebyggelse med stora stenhus att visa upp. Huvudstaden hade fått sin första paradgata.

### Skeppsbron

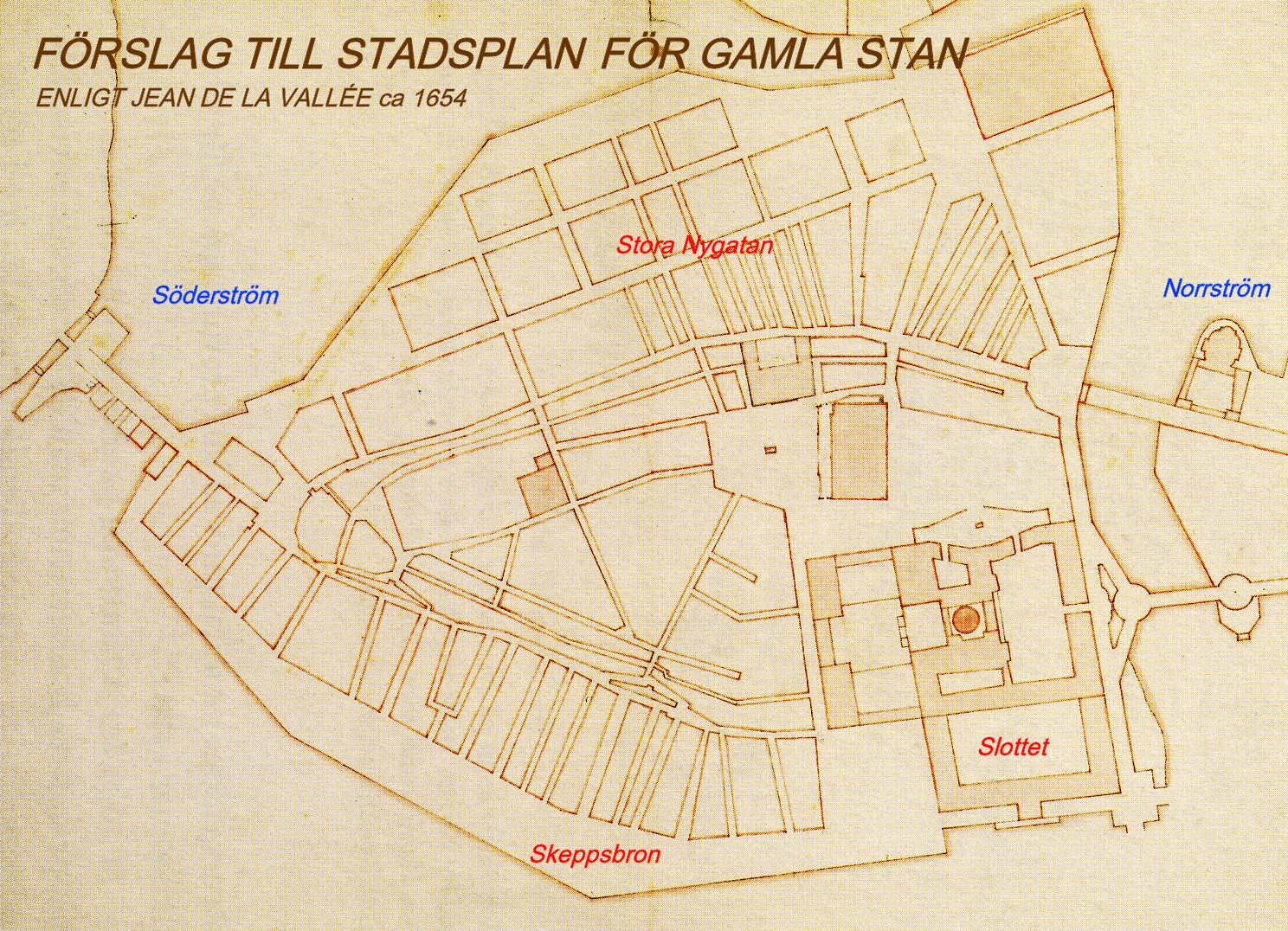
Jean de la Vallées stadsplaneförslag från 1654 (norr är till höger).

Samtidigt med omdaningen längs Stora och Lilla Nygatan genomfördes även ett lika stort projekt på östra sidan om Stadsholmen: anläggandet av Skeppsbron, eller "Skeppsbroraden" som den också kallas. Skeppsbroprojektet var lättare att realisera än Stora Nygatan eftersom man kunde utnyttja den utanför östra stadsmuren befintliga marken som vunnits genom utfyllnader och marken som frigjordes genom rivningen av stadsmuren. Skeppsbrons tomtförsäljning började 1629 och avslutades 1669, då den sista tomten förvärvades av Nicodemus Tessin d.ä.. Han ritade även flera byggnader i Skeppsbroraden.
Initiativtagare till Skeppsbron och den så kallade Skeppsbroraden anses ha varit Gustav II Adolf och han gav sitt tillstånd att riva östra stadsmuren som 1625 fortfarande var Stadsholmens begränsning och befästning mot öst. Bebyggelsen kom att vända sig mot vattnet med en rad höga och smala hus på långsmala tomter. Den var "till nytta och prydnad" och landets första och främsta skyltfönster utåt, väl synligt för alla besökare som anlöpte Stockholm med fartyg. Det var huvudsakligen sjövägen och via Saltsjön handelsmän och resande tog sig till staden.
Omkring 1654 framlade slottsarkitekten och stadsplaneraren Jean de la Vallée ett förslag till regleringsplan med en ny Norrbro samt med kvarteren längs den nya Skeppsbroraden, som är i de närmaste identisk med dagens utseende. På hans ritning syns även de nya, rektangulära kvarteren längs Stora Nygatan.

### Tessins plan

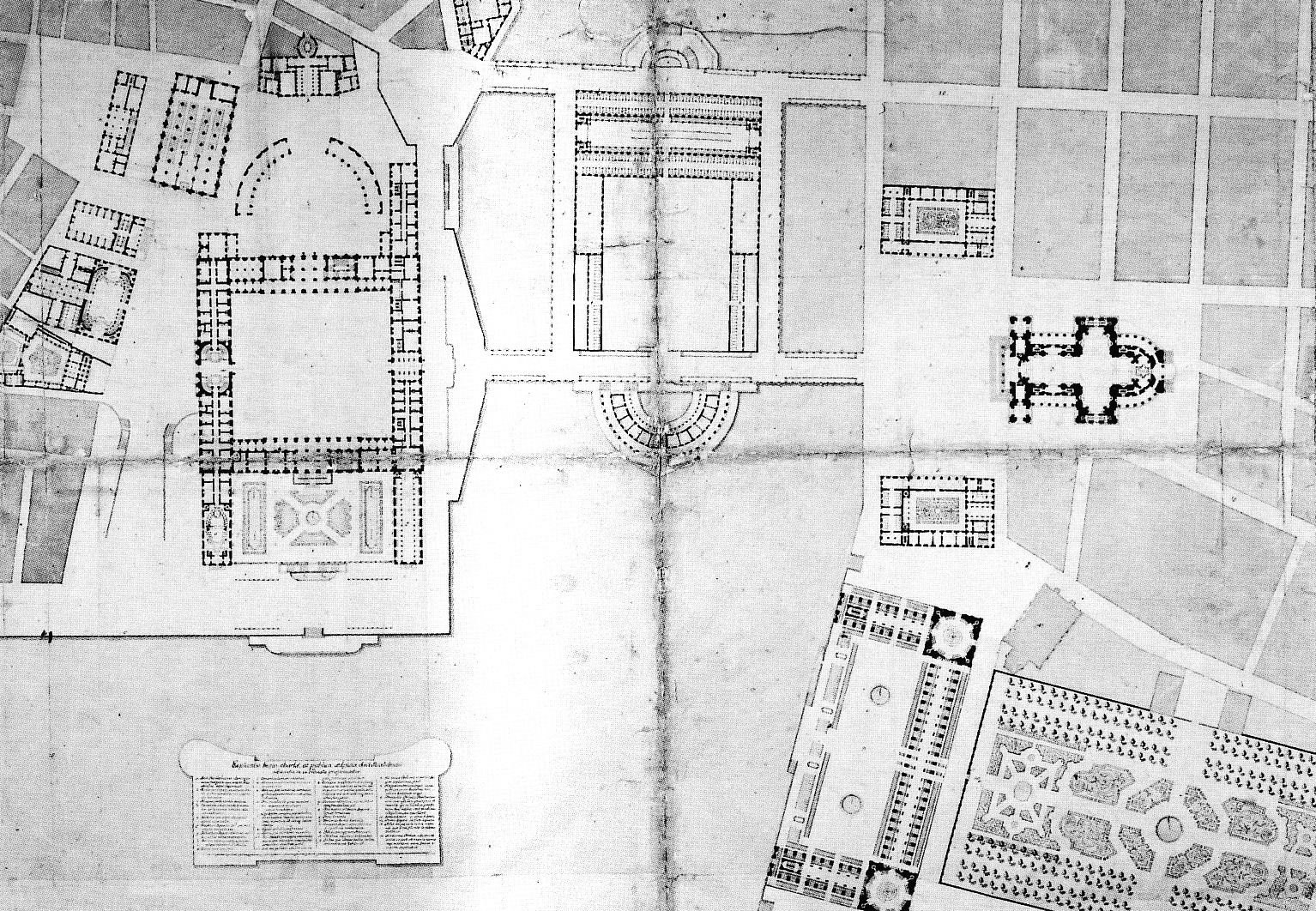
Tessin d.y.:s förslag från 1713
(norr är till höger).

Stadsplaneändringar för bebyggelsen runt Stockholms slott hade redan under tidigt 1700-tal framlagts av överintendenten Nicodemus Tessin d.y. Tessins stadsplaneförslag var klart 1713 och i hans plan hade slottsomgivningen fått en ny skepnad, bland annat en ny Norrbro med en skulpturallé, en väldig kungadom och en ny Riddarholmskyrka som förde tanken till Peterskyrkan i Rom. Mot Strömmen, i Kungsträdgårdens förlängning, tänkte Tessin sig en 112 meter lång "segerhall” med arkader och kolonner i dorisk ordning, med två hörntorn och utställningshallar med 50 meter takhöjd. Här skulle det radas upp erövrade kanoner, fanor och andra krigstroféer. På Helgeandsholmen planerade han en beridarebana för ryttarspel och andra förlustelser, till och med en björngård skulle byggas. Det gillade dock inte kungen Karl XII, som helst ville ha Helgeandsholmen för sig själv.
Slottsbacken skulle förses med ramper till en uppåt avsmalnande plats framför Storkyrkan som skulle kläs i en ny barockfasad. Även Stortorget skulle byta skepnad och ett nytt råd- och börshus var planerat. Tessin d.y. var övertygad om att hans planer en dag skulle bli verklighet. Men den nya slottsbyggnaden sysselsatte honom fullt ut och krävde stora finansiella resurser. Sveriges stormaktstid gick till ända och planerna för en skulpturallé, en segerhall och en omdanad Slottsbacken stannade på papperet.

### Palmstedts plan

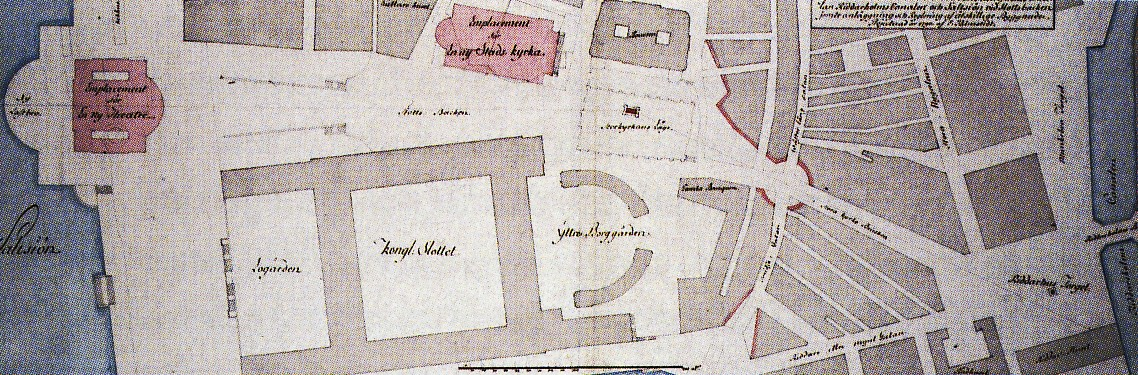
Erik Palmstedts förslag från 1790, t.v. i bild rödmarkerad syns nya teaterbyggnaden.
(norr är nedåt).

Under teaterkungen Gustav III kom en ny fas av förnyelseplaner i Gamla stan, som skulle hylla kungens storhet. Efter hans finska fälttåg 1790 ville han resa en ärestod över sig själv högst uppe på Slottsbacken, på Storkyrkans plats. Både kungen och hans arkitekt Erik Palmstedt tyckte att kyrkan kunde rivas. En ny storkyrka skulle uppföras vid Slottsbackens södra sida, ungefär i Stora Bollhusets och Finska kyrkans läge. Nere vid Saltsjön, på Skeppsbron hade båda tänkt sig en ny kunglig teater, som syns på planförslaget från 1790. Denna teaterbyggnad skulle ersätta Stora Bollhuset och vara i klass med Gustav III:s nya opera vid Gustav Adolfs torg.
Detta var bara detaljer i en betydlig större stadsplan. Området från Skeppsbron till Munkbron skulle bli en enda stor kungaplats. Med Storkyrkan ur vägen kunde Slottsbacken förlängas mot nordväst ända fram till Riddarhustorget genom att bredda Storkyrkobrinken och anlägga ett nytt torg i korsningen med Västerlånggatan. I planen ingick även en ny kunglig begravningskyrka, Stockholms panteon som Palmstedt ville placera på Riddarholmskyrkans plats, efter protester framlade han ytterligare fyra olika placeringsalternativ för en ny panteon i Gamla stan och Norrmalm. Av allt detta blev till slut bara resandet av Gustav III:s staty på Skeppsbron realiserat.

### 1800-talets regleringsplaner

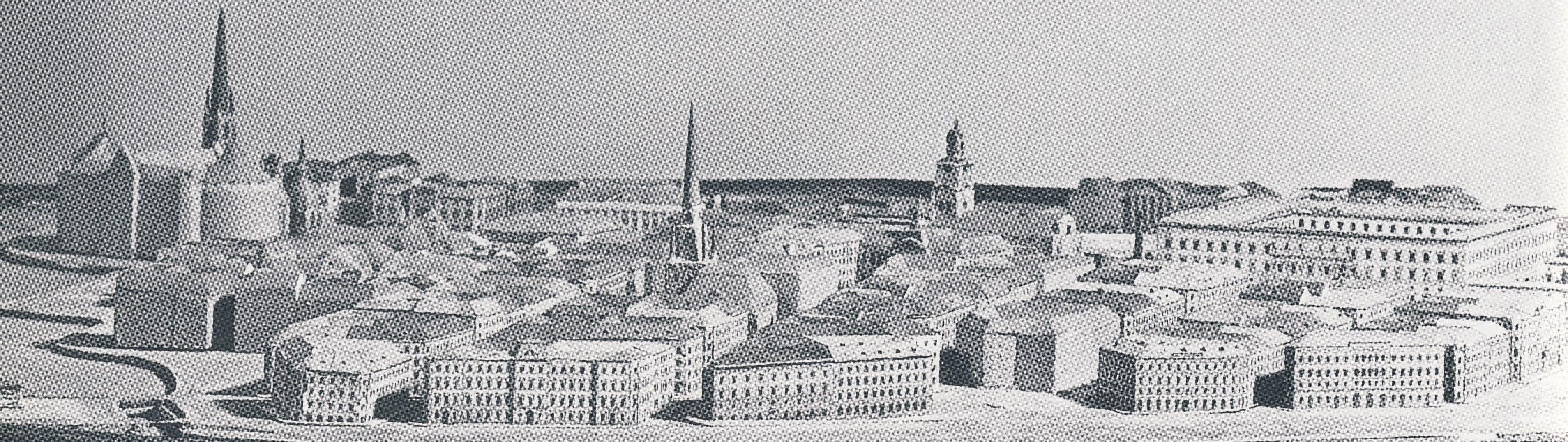
Modellen enligt Rudbergs förslag 1862, mitt i bild ett nytt torg: "Kung Carls torg".

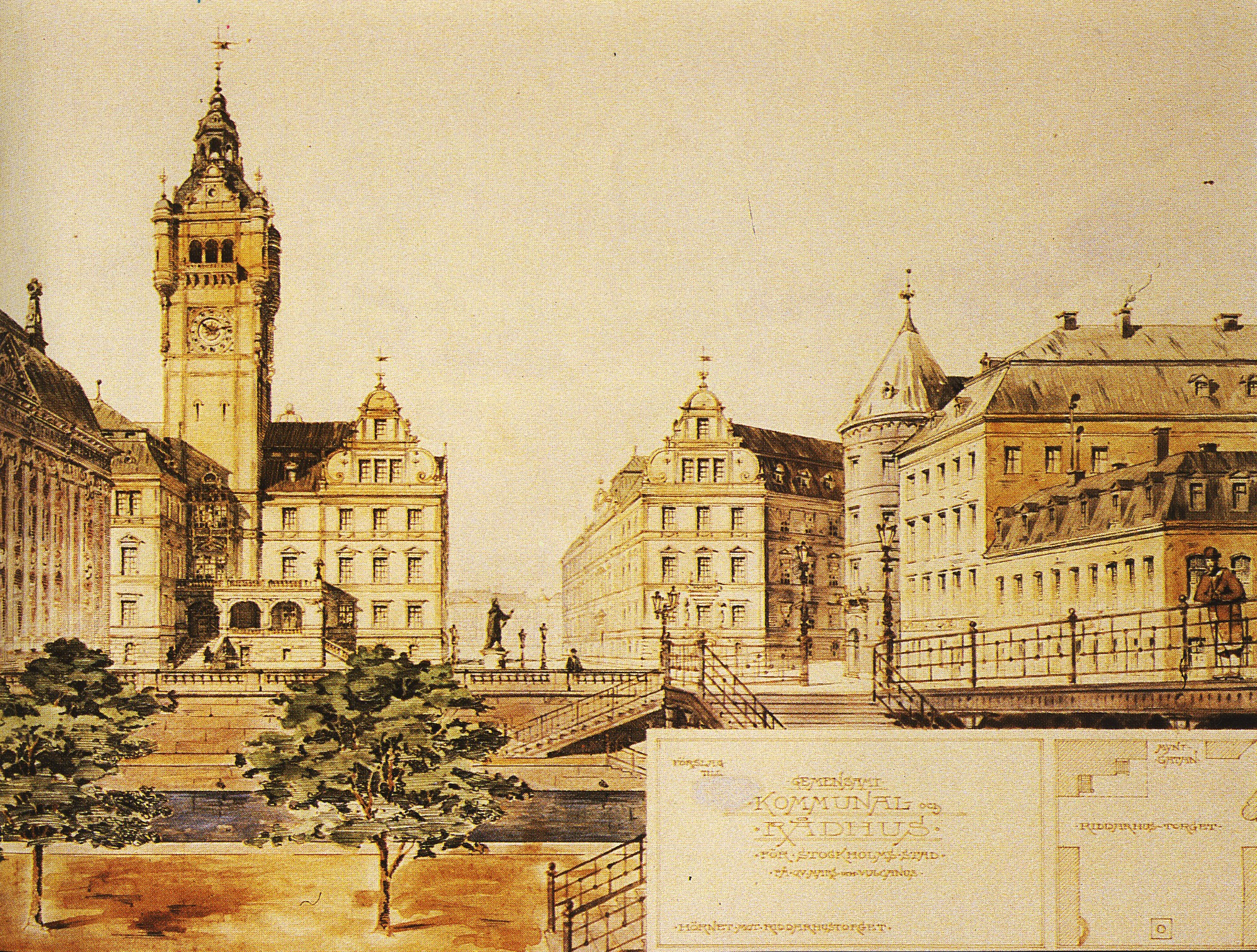
Bebyggelse med nya ämbetsverk enligt Hallmans förslag 1883.

På 1840-talet lades de första regleringsplanerna för Gamla stan fram, där man tog hänsyn till människornas dåliga bostadssituation och genomgångstrafikens problem. Det var ett tiotal stadsplaner som praktiskt tagit samtliga krävde en total rivning av Gamla stans bebyggelse, med undantag för de stadskvarter väster om Stora Nygatan, som hade reglerats med rätvinkliga stadskvarter efter den "stora vådelden" år 1625.
År 1857 diskuterades ett projekt i riksdagen som bland annat innebar att en ny bred gata skulle dras från Slottet ner till Slussen. I ett annat förslag från 1872 drogs en ny gata rätt genom Riddarhusets "ovanligt breda vestibul". Det djärvaste förslaget på ingrepp i Gamla stans bebyggelse var ett projekt från 1862, som lantmätaren Alexander Emil Schwabitz och byggmästaren August Emmanuel Rudberg tog fram på eget initiativ. Rudberg hade även varit engagerad i regleringsplanerna för Norrmalm, innan Albert Lindhagen tog initiativet och refuserade Rudbergs stadsplaneförslag.
Gällande Gamla stan ville Rudberg bara lämna kvar Stockholms slott, Stockholmsbörsen, kyrkorna, Riddarhuset och Bondeska palatset samt kvarteren väster om Stora Nygatan. Tessinska palatset offrades, Helgeandsholmen blev till en park med konsertlokal i mitten och Riddarholmen byggdes ihop med "Staden". Gatorna ändrade namn till "Wasagatan", "Engelbrektsgatan", "Linnégatan" och "Sturegatan". Även Gamla stans traditionella kvartersnamn ur grekiska mytologin bytte Rudberg ut mot namn ur nordiska mytologin med kvarter "Thor", "Odin", "Frey" och "Balder". Tidens nya stadsplaneideal med ljus, luft, parker och breda alléer skulle även tillämpas i Gamla stan. Rudberg menade att Staden mellan broarna är "…en kvarleva av medeltidens barbariska byggnadssätt, men en kvarleva som saknar ålderdomens vördnadsvärdhet." Att planen inte sattes i verklighet berodde på brist på kapital, vid samma tid reglerades Norrmalm, Östermalm, Södermalm och Kungsholmen och det tog alla resurser.
Sedan Gamla stan rivits skulle offentliga byggnader i nygamla stilar uppföras "till stadens förskönande". År 1893 presenterade arkitekt Per Olof Hallman ett förslag med monumentala byggnader för stadens styrelse och förvaltning med klocktorn liknande "Big Ben" i London.
Rudbergs stadsplan var inte den enda radikala saneringsplanen som lades fram och som förkastades. År 1873 presenterade stadsingenjören Rudolf Brodin tillsammans med arkitekten Axel Kumlien och överstelöjtnant Axel Ryding ett lika djärvt regleringsprogram. Liksom Rudberg ville de förnya all bebyggelse söder om Myntgatan och öster om Stora Nygatan. I deras förslag ansluter gatunätet bättre till Stadsholmens topografi, de sparade även några fler palats och offentliga byggnader än Rudberg och Schwabitz.

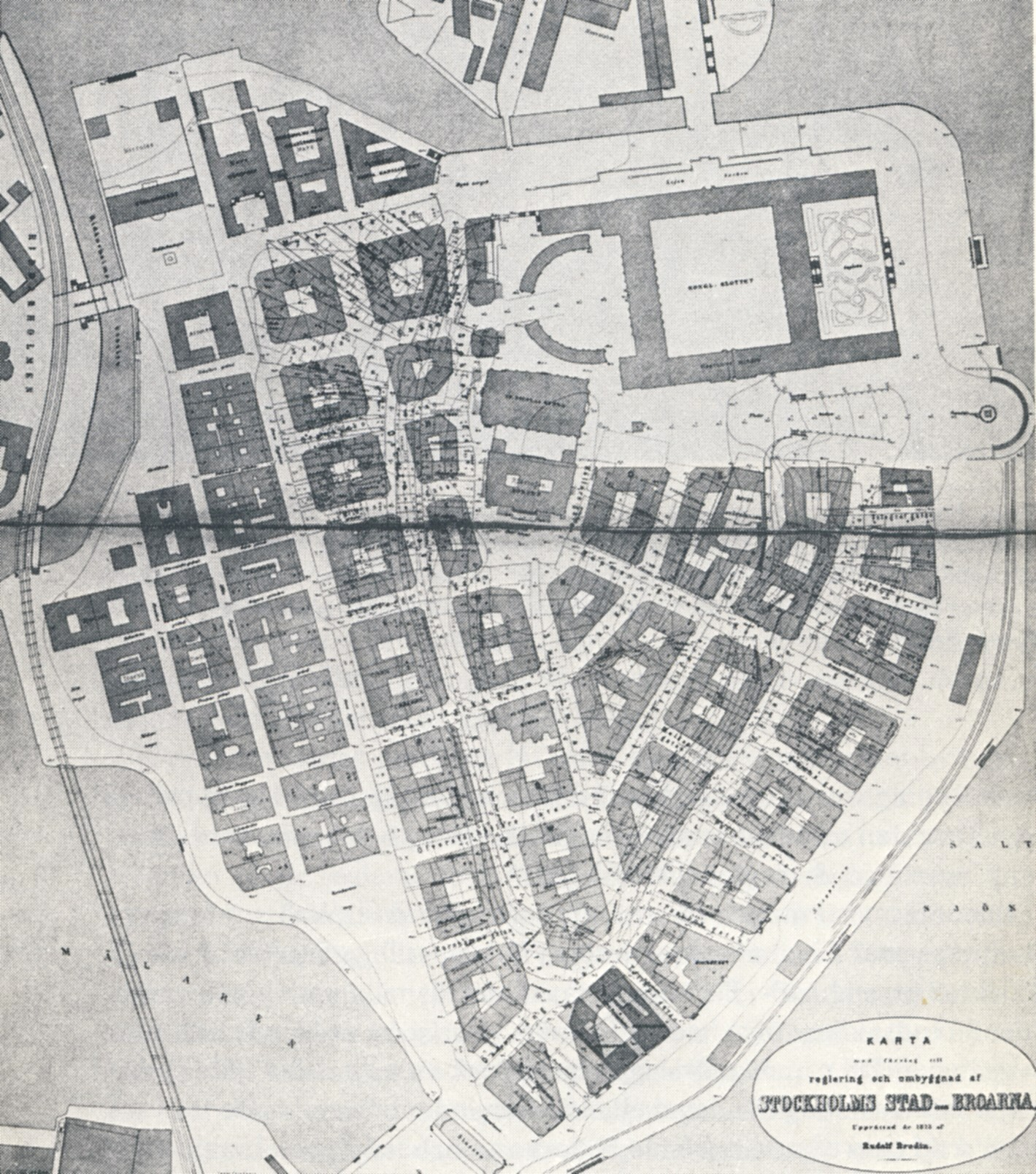
Rudolf Brodins, Axel Kumliens och Axel Rydings förslag från 1873.

Brodin och hans medarbetare räknade med att regleringen skulle kunna genomföras inom 20 år och deras kostnadsberäkningar visade att operationen skulle bli vinstgivande. Totalkostnaden fastställdes exakt på kronan till 54 614 535 riksdaler och intäkterna till årligen 4 131 726 riksdaler, vilket skulle innebära 6,56 % nettoavkastning på hela det nerlagda kapitalet. Någon särskild kostnad för "kloaker" (avlopp) var inte upptagen, eftersom de saknades i Gamla stan. Förslagsställarna menade att de ”…bliver en Stadens angelägenhet såsom de för närvarande är å malmarna…”
Fler liknande förslag följde: år 1888 av arkitekt Adolf Emil Melander; 1889 av direktören Alfred Sandahl; 1891 av ingenjören C. Theorell; och 1896 av ingenjören Gustaf Dalström. År 1895 kom så en officiell regleringsplan för Gamla stan som byggde huvudsakligen på Rudolf Brodins idéer, den var upprättad av byggnadschefen Carl Johan Knös och stadsingenjören Herman Ygberg. Yttrandet som byggnadskontoret lämnade genom sin avdelningschef Otto Fröman innehöll dock hård kritik, speciellt mot förslagets stora regelbundna kvarter och rätlinjiga gator. Planen underkändes och en arkitekttävling förordades istället.
Nya stadsplaneidéer hade kommit från bland annat Tyskland genom en ung arkitekt, Per Olof Hallman, som hade företagit studieresor dit. Han kritiserade de långtråkiga boulevarderna i Paris och hyllade den mer estetiska planering och anpassning till terrängen som började tillämpas i Tyskland.
I decennier diskuterades nyregleringen av Gamla stan, men ingenting hände. Dels var planerna mycket kostsamma, dels var stadsplanerarna sysselsatta med utbyggnaden av malmarna. Den stora tillströmningen av människor till Stockholm under den industriella revolutionens tidsepok krävde en omfattande nyproduktion av bostäder. Ett nybyggt "uttunnad" Gamla stan skulle ha gjort ännu flera bostadslösa.
Istället för en totalsanering började man i slutet av 1800- och början av 1900-talet att riva, snygga till eller putsa upp enskilda fastigheter. Längs Skeppsbroraden finns många exempel på denna tids smak, där historiskt värdefulla fastigheter som Brandstodsbolagets hus, Mälarprovinsens enskilda bank, Levertinska huset och Räntmästarhuset revs eller kläddes med nya fasader. Längs Västerlånggatan, som var stadens affärscentrum, rustades butiker upp och husfasaderna smyckades med gjutjärnsdetaljer och graciösa fönsteromfattningar i jugendstil. Enskilda affärsfastigheter förnyades även i andra dela av Gamla stan, exempelvis längs Österlånggatan men någon större sanering för att förbättra boende- eller trafikmiljön blev inte av. Många ändringsritningar bär namnreckningen av dåvarande stadsarkitekt Ludvig Hedin.

### Järnvägen

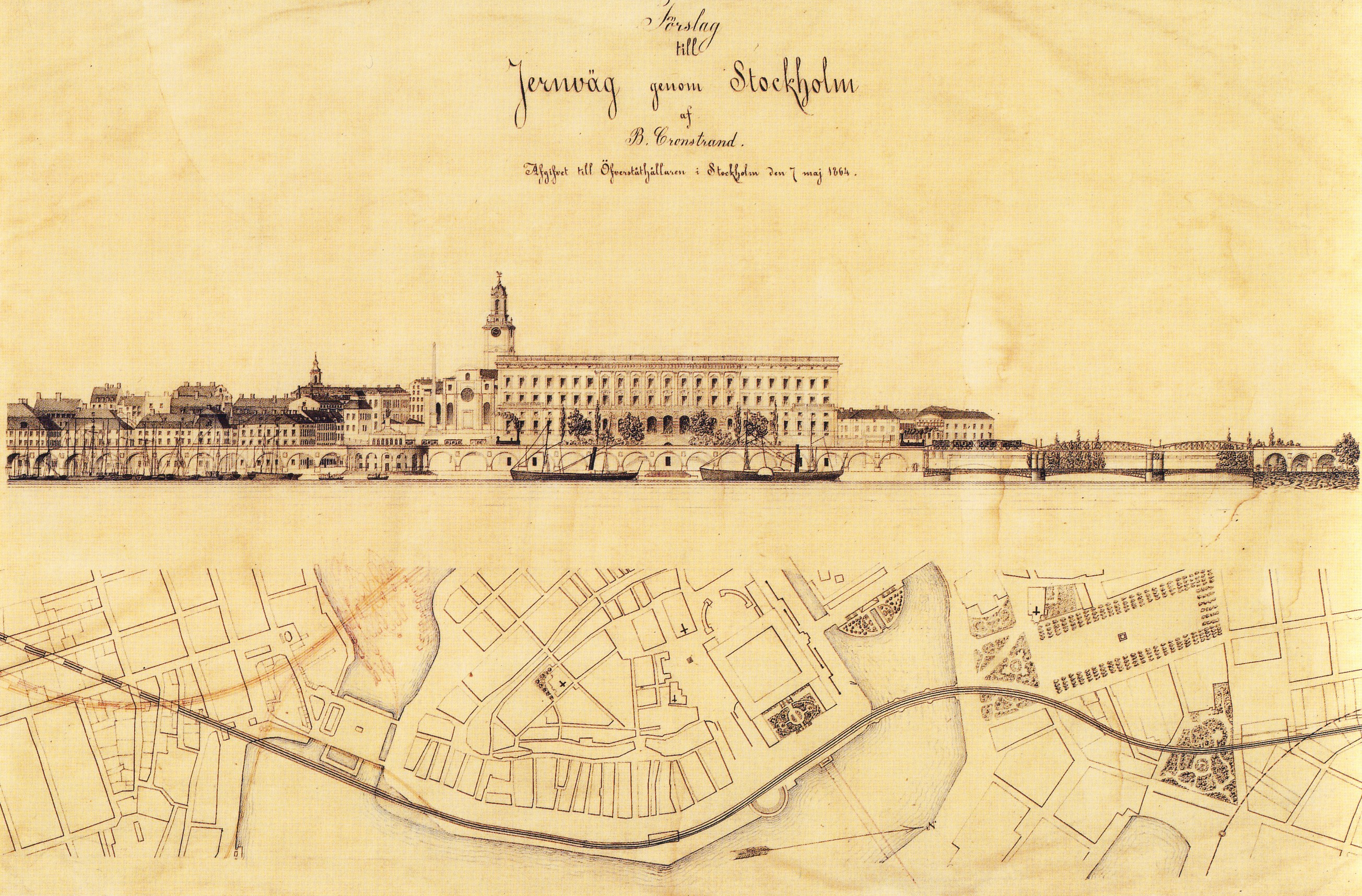
Cronstrands förslag till sammanbindningsbanan längs Skeppsbron 1864.

Planer för Gamla stans infrastruktur berörde inte bara fordonstrafiken utan även den nya järnvägen. När sammanbindningsbanans sträckning diskuterades kring 1860-talet fanns även ett alternativ med en ostlig sträckning längs Skeppsbron och förbi Stockholms slott. Förslaget kom från Baltzar Cronstrand, Konstfackskolans grundare.
På en ritning från 1864 visade han hur järnvägslinjen skulle dras från Stadsgården, öster om Slussen och sedan upphöjd på en lång arkadviadukt längs hela Skeppsbron, i jämnhöjd med Skeppsbroradens övervåningar. Banan skulle sedan byggas mellan Slottsbacken och Gustav III:s staty, förbi slottet, på en ny järnvägsbro över Strömmen (ungefär i dagens Strömbrons läge), sedan genom Kungsträdgården och Berzelii park till slutstationen vid Östermalmstorg. Gustav III:s staty lyftes upp på en hög, rund underbyggnad, så att viadukten inte skulle skymma konstverket.
Planen fann inget större gehör och slutligen valdes Nils Ericsons ursprungliga förslag till dragning av sammanbindningsbanan väster om Gamla stan, så som den i princip fortfarande sträcker sig idag.

## Ändrad uppfattning
Kring sekelskiftet 1900 började man ändra uppfattning beträffande de historiska värden som Gamla stans bebyggelse representerade. Skalden Oscar Levertin fruktade ett "våldsdåd" mot Staden mellan broarna och konstnären Carl Larsson, själv född på Prästgatan, menade i ett uttalande 1904 att om han vore miljonär, så skulle han inköpa husen i Gamla stan, restaurera dem så noga som möjligt till deras ursprungliga skick samt utrusta dem med moderna tiders bekvämligheter.
I januari 1916 blev regleringen av Gamla stan åter aktuell genom en motion i stadsfullmäktige. Då hade dock kraven på en försiktig behandling av den gamla bebyggelsen vuxit sig allt starkare och en totalrivning av 1800-talstyp var inte realistisk längre. Motionären var grosshandlaren Henrik Axelson. Han ville bevara Gamla stans allt mer förfallande byggnadsbestånd och föreslog att stadsfullmäktige skulle låta stadsplanekommissionen ”…utarbeta ett förslag till reglering av staden mellan broarna i syfte att med ett pietetsfullt bevarande av minnesrika byggnader göra stadsdelen beboelig efter nutidens krav…” Axelssons motion ledde inte till några direkta praktiska åtgärder, men den var en väckarklocka. Sakkunnige i stadsplanefrågor, Per Olof Hallman, menade att mot förut utföra "ingenjörisk schabloniserande" planer blev det nu "ett konstnärligt skapande". Opinionen för Gamla stans bevarande blev allt större, men det dröjde innan Carl Larssons saneringsvisioner blev verklighet.

### 1923 års tävling

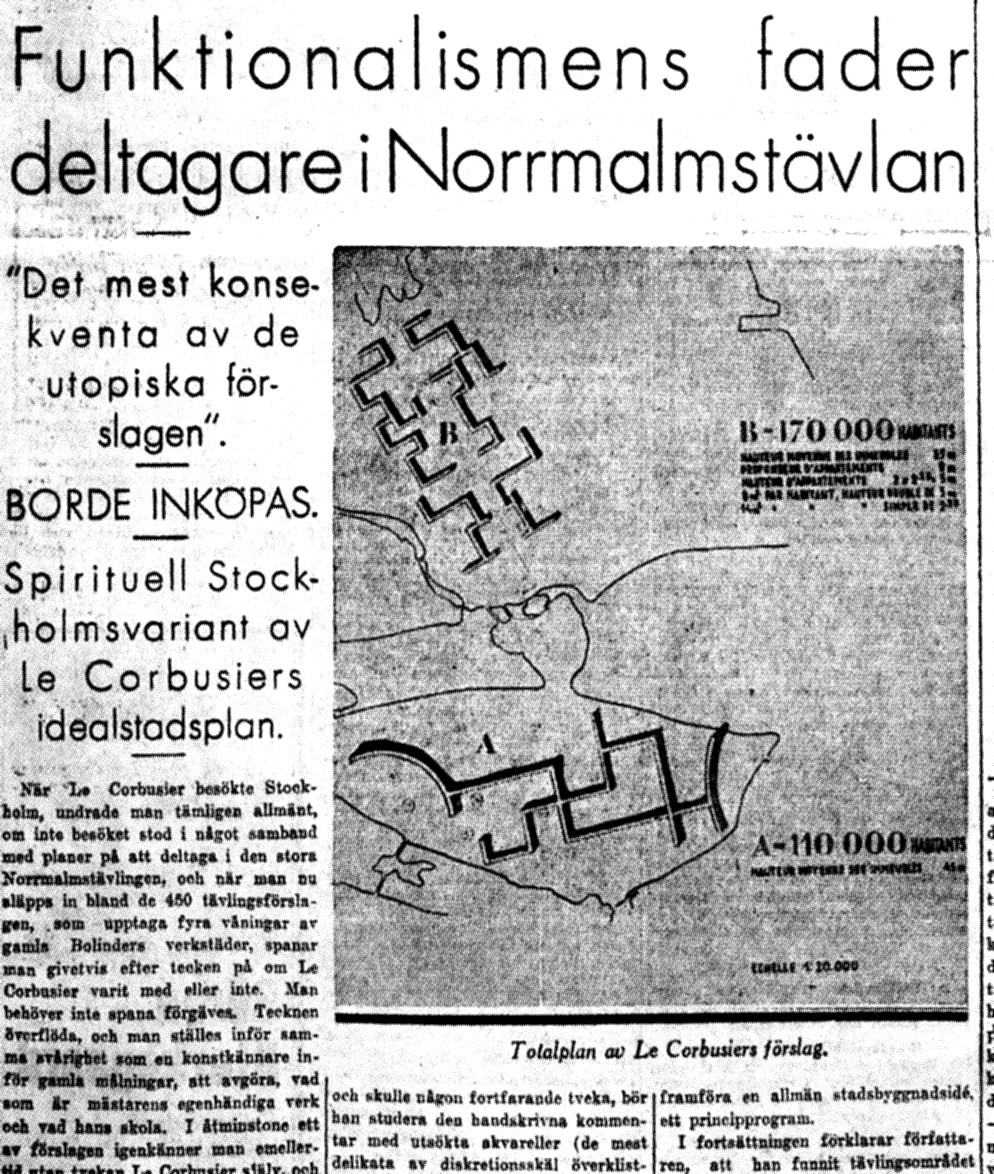
Svenska Dagbladet kommenterar Le Corbusiers förslag den 23 december 1933.

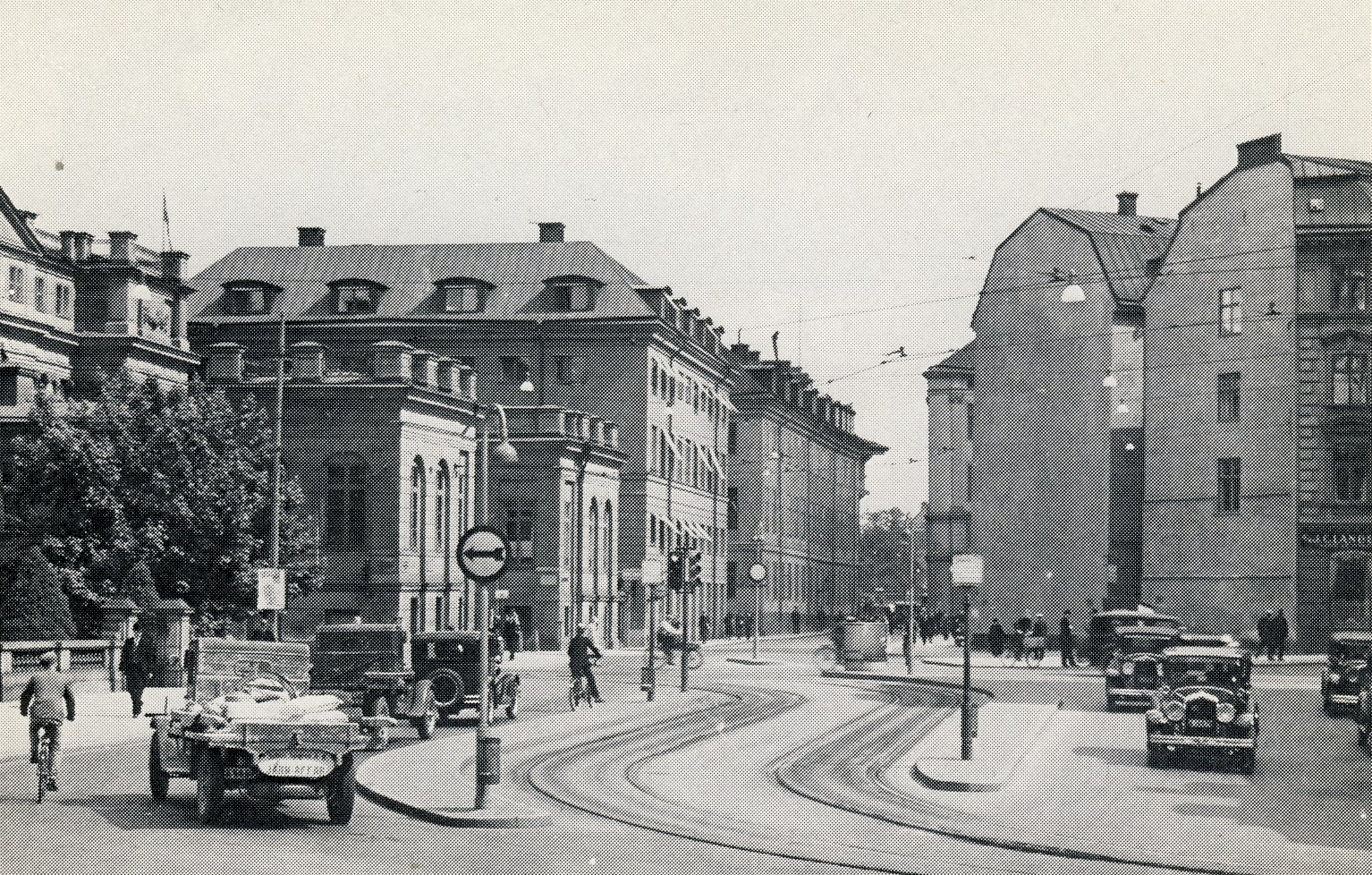
Myntgatan mot öst 1944, till höger syns de blottlagda brandgavlarna i kvarteret Cephalus.

Förslaget till en idétävling om Gamla stans reglering hade väckts reda 1916, men det dröjde till januari 1923 innan programmet kungjordes. Enligt detta skulle de tävlande försöka att förbättra hygienen i stadsdelen och möjliggöra mer tidsenliga bostads- och affärslokaler samt genom avröjning inuti kvarteren skapa flera allmänna lekplatser. Trafikfrågorna lämnades utanför. I oktober 1923, när tiden för tävlingen utgick, hade 29 förslag inlämnats. Första pris gick till arkitekterna Isak Gustaf Clason och Wolter Gahn. Andra platsen fick Paul Hedqvist och hans partner David Dahl. Clasons och Gahns förslag innebar mycket små ingrepp i den gamla stadsplanen. De föreslog rivning av gårdshus i de största kvarteren och ett par genombrytningar av typen vändplats.

### Le Corbusiers idéer
I stadsplanetävlingen om Nedre Norrmalm 1933 (se Stadsplanetävlingen 1933) deltog även arkitekten Le Corbusier. Han nöjde sig dock inte med att bara omgestalta Norrmalm utan han gav sig även på Södermalm och på Gamla stan. Stockholm var för honom ett bra exempel på dålig utnyttjad stadsmark. För att erhålla en bättre exploatering ersatte han hela bebyggelsen på Norrmalm och Södermalm med gigantiska lamellhus. På så vis skapades plats för luft, ljus och parker; Hus i park hette hans tävlingsbidrag.
Gällande Gamla stan menade han: "Ön med det kungliga slottet kommer bara att innehålla lämningar av verkligt historiskt värde". Olika uppgifter finns om hur hans förslag skulle påverka Gamla stan. Enligt Svenska Dagbladet (1933) hyste Le Corbusier ”inga attentatsplaner mot den gamla historiska bebyggelsen” utan karaktäriserade hela Stockholms centrum som un joyau spirituel (”en andlig pärla”) och ansåg att Gamla stan ”får stanna i orubbat bo”, medan Juvander (2002) uppger att avsikten var att det skulle bli ”en öppen plats mellan Södermalm och Norrmalm” där ”bara Stockholms slott och några kyrkor hade tillräckliga historiska värden för att få stå kvar” samt att ” resten skulle bestå av grönska och trädkantade gångstråk, där de sparade monumenten lätt kunde beundras”. Kaféer och restauranger skulle, enligt Juvander, uppföras i låga terrasserade byggnader. Trafiken mellan Stockholms norra och södra stadsdelar förlade Le Corbusier på en stadsmotorväg, fem meter upp i luften, längs Gamla stans västra sida.
Le Corbusiers vision kom 30 år för sent. I facktidskriften Byggmästaren diskuterade arkitekt Sven Markelius 1934 kritiskt hela tävlingen. Le Corbusiers förslag, menade han, "...tillhör dem man för all del inte ville se utförda..." Svenska Dagbladets redaktör däremot tyckte om förslaget. Den 23 december 1933 skrev han bland annat "Det mest konsekventa av de utopiska förslagen" och "BORDE INKÖPAS" samt "Spirituell Stockholmsvariant av Le Corbusiers idealstadsplan".

### Nya trafikleder
Många väntade nu på att en detaljplan enligt tävlingsvinnarnas förslag skulle utarbetas, men det blev inte av denna gång heller. Istället framlade 1929 den nye stadsplanedirektören Albert Lilienberg en generalplan för Stockholms tätare bebyggda delar (se Norrmalmsregleringen). I hans plan, att förlänga Sveavägen ner till Gustav Adolfs torg, ingick även att föra trafiken vidare söderut genom en breddad Myntgatan och Riddarhustorget via en bro över Söderström till Södermalm.
De många förslagen att bredda Myntgatan till en 33 meter bred huvudled ledde till en provisorisk breddning som genomfördes omkring 1930 i kvarteret Cephalus västra delar. I väntan på en definitiv trafiklösning drogs här den så kallade Slingerbultsleden fram, officiellt namn var Västra Skeppsbron. Först genom uppförandet av Kanslihusannexet 1951 blev torgbilden återställd. Munkbroleden byggdes på 1930-talet som en västlig kringfartsled för att avlasta den allt tätare fordonstrafiken genom Gamla stan. En utbyggd östlig huvudtrafikled längs Skeppsbron tillkom 1946 i och med Strömbrons invigning. En mera permanent nord-syd-förbindelse mellan Stockholms södra och norra stadsdelar skapades först på 1950- och 1960-talen med Centralbron. Ytterligare en ny bro tillkom på 1950-talet när Stockholms tunnelbanas norra och södra delar kopplades ihop. Vid Mälartorget fick Gamla stan även en egen stationsbyggnad.

### Kvarteret Cepheus

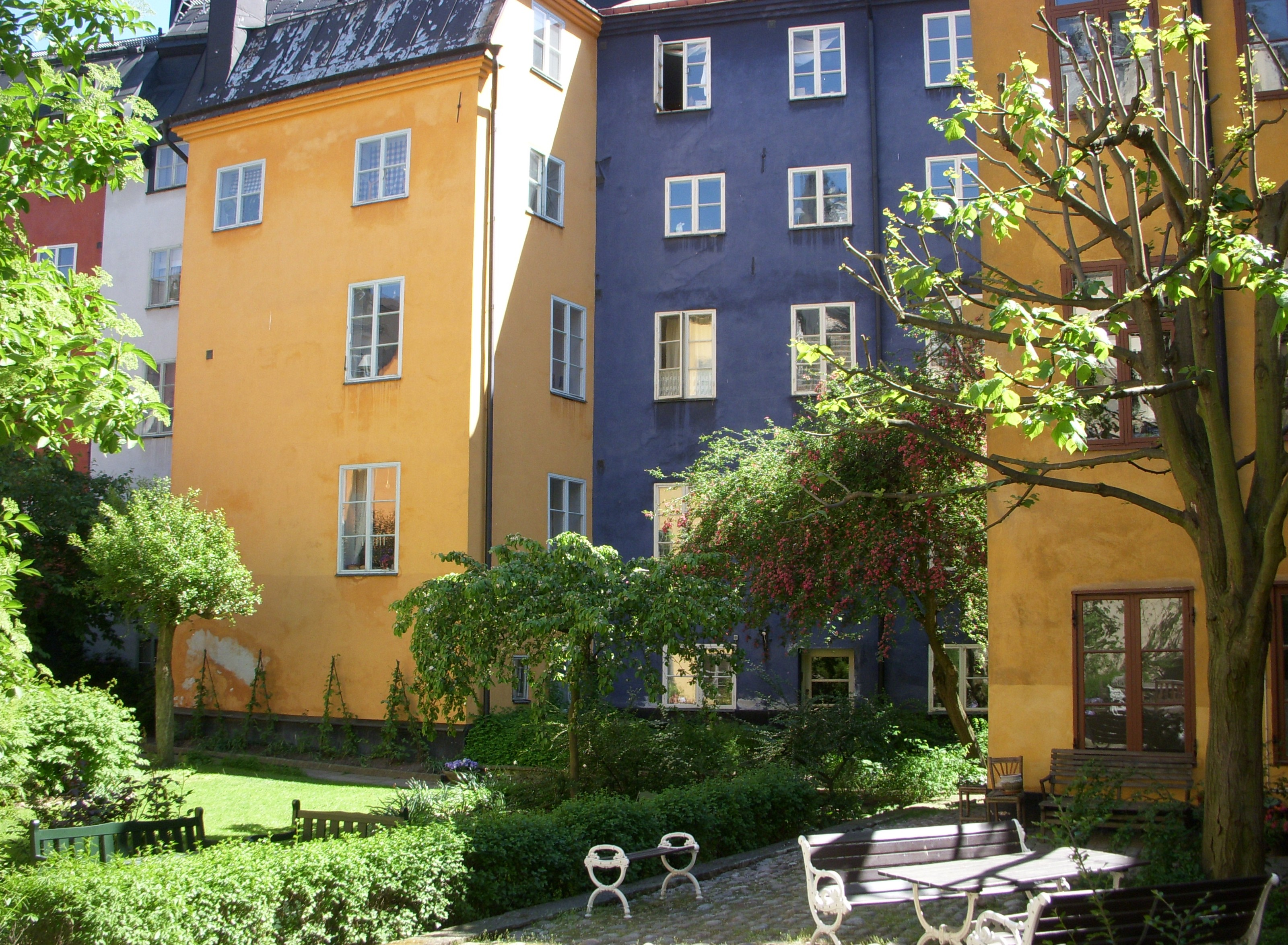
Innergården i kv Cepheus, maj 2009.

På 1930-talet hade avskyn mot Gamla stans slumkvarter förbytts till stor respekt för stadsdelens historiska arv. År 1934 lät Samfundet Sankt Erik på prov sanera huset Kindstugatan 14 i kvarteret Cepheus. Resultatet blev mycket lyckat och samfundet började systematiskt köpa flera byggnader i kvarteret. I kvarteret trängdes över 30 små fastigheter kring trånga bakgårdar (några bara med en storlek av 2–3 m²) och ett inre virrvarr av århundradens tillbyggnader. År 1936 drogs ett omfattande saneringsprojekt igång under ledning av arkitekten Albin Stark. Tretton gårdshus revs och i stället anlades en sammanhängande innergård, där Gamla stans första större park skapades. Albin Stark hade gjort liknande saneringsplaner för grannkvarteren Cassiopea och Ceres. Planerna förverkligades dock bara i Cepheus och i det mycket mindre kvarteret Cygnus vid Tyska brunnsplan.

### Kvarteret Cephalus
Medan saneringen av kvarteret Cepheus fann stöd i befolkningen, vållade rivningen av kvarteren Cephalus, Lychaon, Nessus och Minotaurus stora protester. År 1942 beslöt riksdagen att ett annex till dåvarande kanslihuset skulle uppföras, som innebar rivning av bebyggelsen i de fyra berörda kvarteren samt utplåning av gator och gränder inom kvarteren. Kanslihusannexets arkitekt, Arthur von Schmalensee, räddade ett femtontal hus längs Västerlånggatan och Storkyrkobrinken, genom att skickligt foga in dem i den nya stora byggnaden som upptar hela kvarteret. I de gamla bevarade husen finns vackra bjälklag och unika kalkmålningar från 1600- och 1700-talen bevarade. Även de tre avklippta grändernas öppningar (Klockgjutargränd, Kolmätargränd och Stenbastugränd) mot Västerlånggatan finns kvar. Kanslihusannexet blev klart 1951.

## 1960 års kommitté för Gamla stan

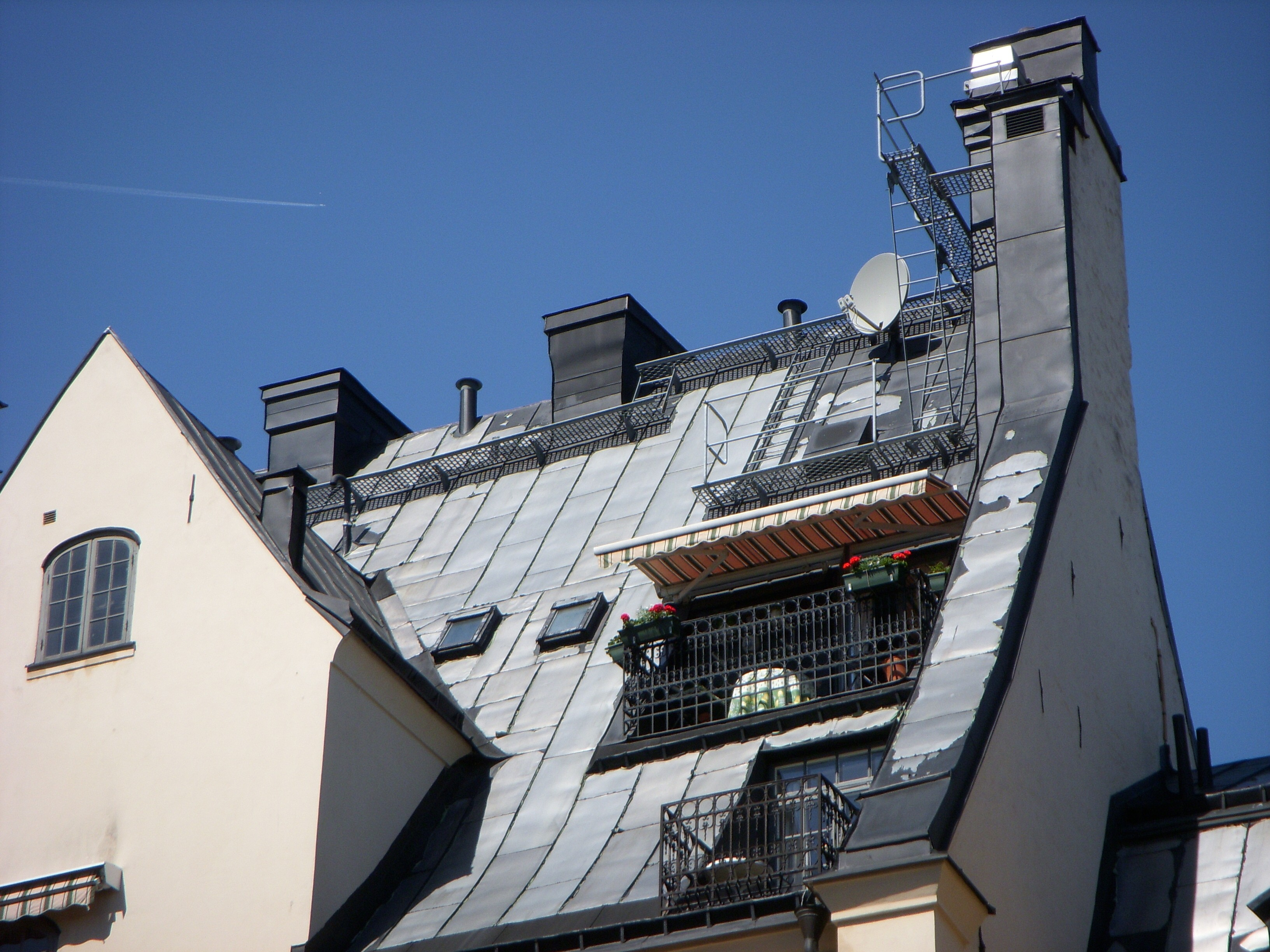
Över takåsarna i Gamla stan 2009.

I november 1960 beslöt byggnadsnämnden att ge en särskild kommitté i uppdrag att fullfölja planläggningen av saneringsarbetet för Gamla stans fastigheter. Till ordförande i kommittén utsågs riksantikvarien Gösta Selling. År 1964 lämnade Stadskollegiet ett utlåtande om "Saneringen inom staden mellan broarna". Med "sanering" avsågs numera en varsam upprustning av fastighetsbeståndet och en anpassning av bostäder till modern boendestandard. Kommittén producerade ett omfattande material, och stora delar av Gamla stans bebyggelse undersöktes av historiker, arkitekter och tekniker.
Utredningens genomgående tanke var att bevara den befintliga miljön så långt som möjligt. En användning av husen som kontor i de centrala delarna av stadsdelen ansågs "mera tvivelaktig". Några gaturegleringar för trafikändamål skulle icke förekomma. Vid saneringen av det kulturhistoriskt värdefulla beståndet måste hänsyn tas till att inte alla krav som ställs på nyproducerade bostäder kunde uppfyllas och att eftergifter måste göras från gällande regler inom brandväsendets och hälsovårdens områden och även att hissar, tvättstugor och garage inte kunde anordnas helt enligt gällande byggnorm.
Utredningen innehöll ett stort antal av arkitekter upprättade planlösningsförslag för modernisering och sammanslagning av små lägenheter, som skulle ligga till grund för framtida saneringsarbeten. I utredningen skisserades även en tidsplan för genomförandet av saneringen från 1967 till 1982, samt ett förslag till ekonomiskt stöd från det allmänna, där utredningen påpekar att Gamla stans sanering inte enbart är en angelägenhet för Stockholm utan även för hela riket. Stadsfullmäktige antog 1963 och 1967 de av kommittén förordade riktlinjerna och beslut om statligt ekonomiskt stöd fattades 1974.

## K-märkning

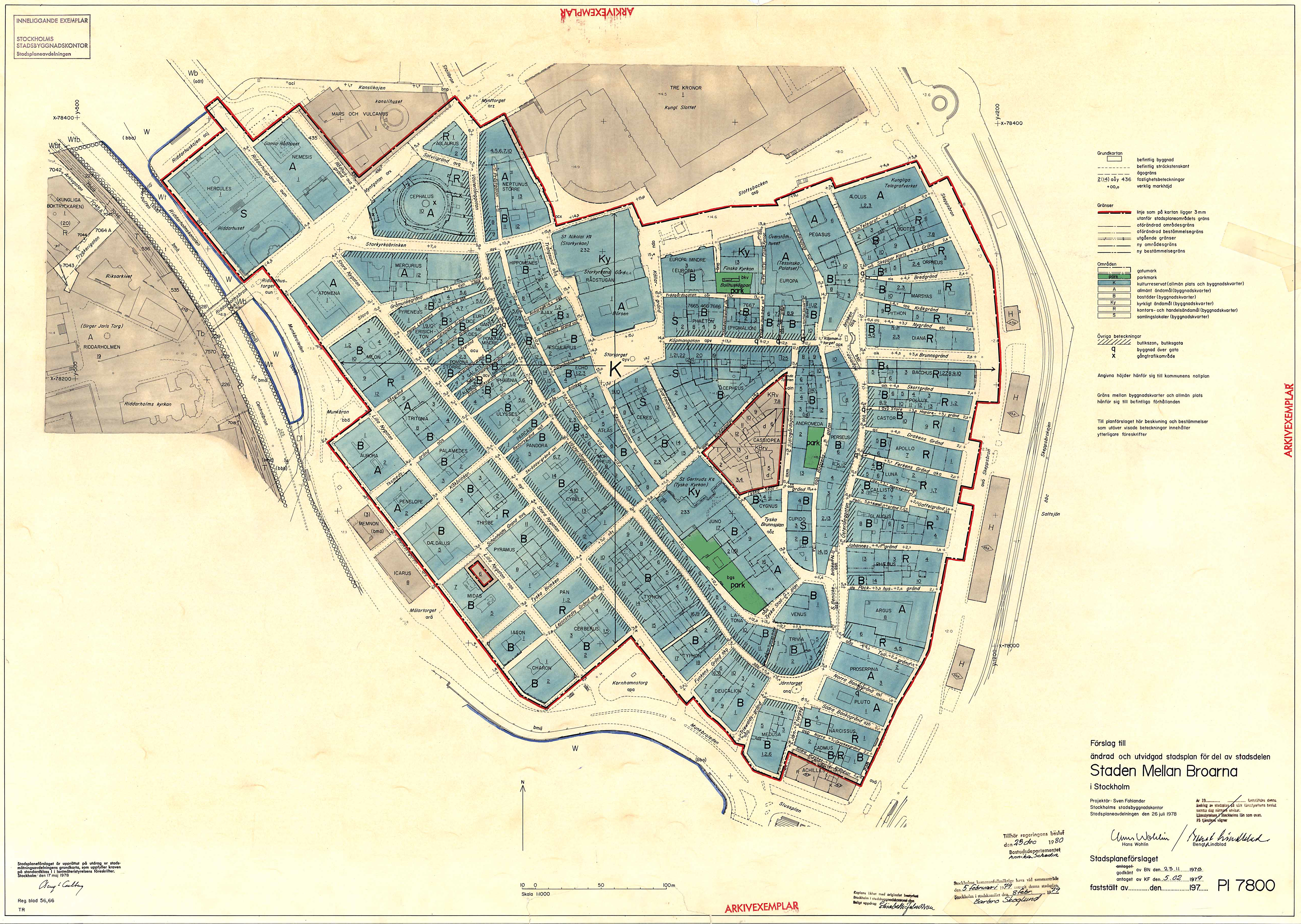
Gällande stadsplan över Gamla stan. Laga kraft: 1980-12-23.

På begäran av expertutskottet för Gamla stan beslöt fastighetsnämnden den 16 december 1976 att låta byggnadsnämnden uppgöra ett planförslag samt riktlinjer för upprustning, modernisering och restaurering för Gamla stan. Stadsbyggnadskontoret presenterade den 2 augusti 1978 sitt förslag till detaljplan Pl 7800. Där heter det bland annat: "Stadsplaneförslaget med tillhörande råd och riktlinjer för ombyggnad och upprustning avses utgöra underlag för den kontinuerliga vården av stadsdelens bebyggelse."
Sedan 1979 är i princip hela Gamla stan ett kulturreservat, och ett Riksintresse för kulturmiljövården med en bebyggelse vars kulturhistoriska värde motsvarar fordringarna för byggnadsminnen. Enligt Stockholms stadsmuseums kulturhistoriska klassificering innebär det att hela Gamla stan, med några få undantag, är blå-märkt (högsta klassificeringen).
Ur bestämmelser till förslag till ändrad stadsplan för del av stadsdelen "Staden Mellan Broarna" i Stockholm, Pl 7800 av den 26 juli 1978 (laga kraft: 1980-12-23), undertecknad Hans Wohlin (stadsbyggnadsdirektör):
| ” | Befintlig byggnad får endast utnyttjas för ändamål som byggnadsnämnden prövar vara förenligt med byggnadens bevarande (regeringsbeslut 1980-12-23). Ny byggnad får uppföras med i huvudsak samma omfattning som den befintliga byggnaden och en utformning som ansluter till den kulturhistoriska miljön endast då befintlig byggnad till väsentlig del skadats av våda eller genom förändring i undergrunden som skäligen kunnat förutses. | „ |

## Referenser

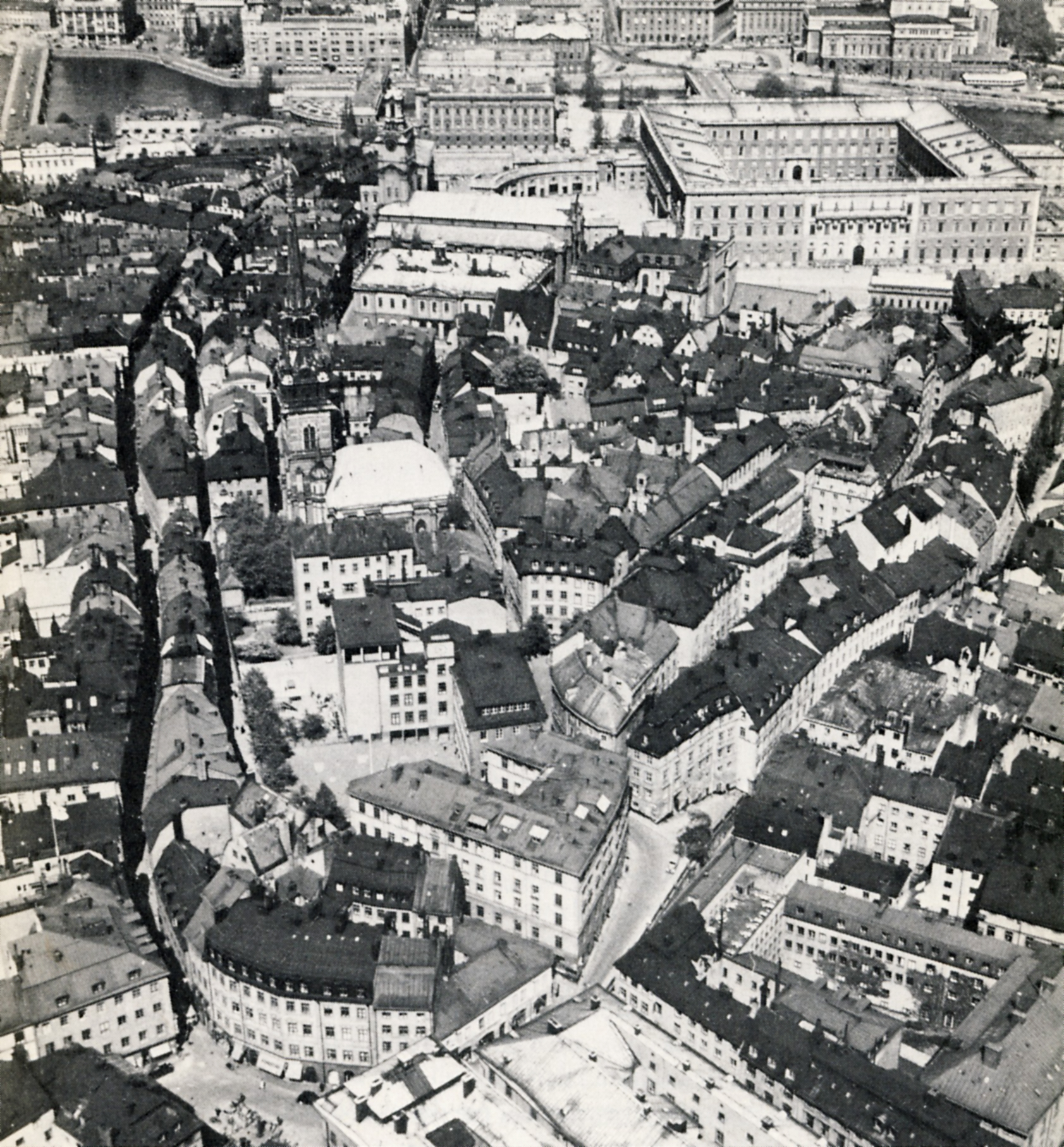
Gamla stan från luften 1953, närmast i bild syns Järntorget. Foto: K.W. Gullers